# (6744) Komoda
(6744) Komoda est un astéroïde de la ceinture principale.

## Description
(6744) Komoda est un astéroïde de la ceinture principale. Il fut découvert le 6 mai 1994 à Kitami par Kin Endate et Kazuro Watanabe. Il présente une orbite caractérisée par un demi-grand axe de 2,26 UA, une excentricité de 0,19 et une inclinaison de 6,7° par rapport à l'écliptique.

## Compléments